# Pteromysis amemiyai
Pteromysis amemiyai är en kräftdjursart som beskrevs av Ii 1964. Pteromysis amemiyai ingår i släktet Pteromysis och familjen Mysidae. Inga underarter finns listade i Catalogue of Life.